# Aeroportul Colorado Springs
Aeroportul Colorado Springs (IATA: COS, ICAO: KCOS, FAA LID: COS) este un aeroport din Colorado, Statele Unite ale Americii ce deservește zona Colorado Springs. Aeroportul a fost tranzitat în 2022 de 2.134.618 pasageri. A fost deschis în 1927 și numit după zona deservită.
Situat la o altitudine de 1.886 m, aeroportul dispune de 3 piste.

## Infrastructură

### Piste
Aeroportul dispune de 3 piste: 
- pista 13/31 din asfalt, cu dimensiunile 8.270 picioare × 150 picioare
- pista 17L/35R din beton, cu dimensiunile 13.501 picioare × 150 picioare
- pista 17R/35L din asfalt, cu dimensiunile 11.022 picioare × 150 picioare